# Клявиня, Илга
Илга Клявиня (латыш. Ilga Kļaviņa; 9 марта 1941, Рига как Илга Дзените, латыш. Ilga Dzenīte) — латвийская, ранее советская, шахматистка.

## Карьера шахматистки
В 1957 году в возрасте 16 лет Илга Клавиня победила в чемпионате Риги по шахматам среди женщин. В 1958 году она представляла сборную Латвии на командном первенстве СССР по шахматам в Вильнюсе на доске девушке (как Дзените) (+1, =4, -3). 1968 году она достигла наибольшего успеха в своей карьере, когда разделила с Сармой Седлениецей первое место в чемпионате Латвии по шахматам среди женщин, но проиграла ей дополнительный матч за звание чемпионки Латвии - 1,5:3,5. Ещё три раза Илга Клавиня завоевывала бронзовые медали чемпионата Латвии среди женщин - в 1958, 1970 и 1971 годах.
И в зрелые годы Илга Клявиня продолжает участвовать в шахматных соревнованиях. В 2008 году она победила на женском чемпионате Видземе по шахматам, а в 2011 году выступала в Вышей лиге командного чемпионата Латвии по шахматам.

## Личная жизнь
Окончила Рижский политехнический институт (ныне Рижский технический университет) как
инженер-технолог. Была замужем за чемпионом Латвии 1952 года, шахматным мастером Янисом Клявиньшем (1933 - 2008).